# 降神仪规
降神仪轨法神仪式在法神室举行。法神室内布置庄严，法神凶恶之相慑服三界妖魔。
上供法神衣冠。法神冠为金、银制成。法神衣以绸料制成，式样如同中国汉族的古袍。

## 降神仪轨过程
当穿着法神服的法神喇嘛入室端坐凳上，随从一人，手捧法神冠立于凳侧。这时，两旁喇嘛数十名各击鼓吹号，大喇嘛则合掌诵咒。一会，法神喇嘛忽张眼立起，眈眈左右而视，其状极可怖，此时便被认为本身已失知觉，而法神已附身了。这时，捧冠者便将法神冠，加于法神喇嘛头上，而另一喇嘛则用绳紧勒法神喇嘛的脖子。逐渐，法神喇嘛坐下，头向左右摇摆，口鼻喘息不止，端坐不动之时，用藏语训导众喇嘛。至此，凡有疑难事卜卦的，有问必应声答复。问毕，法神喇嘛乃左手执铃，右手执杵，口念咒经并抛撒麦米。一切完毕之后，法神喇嘛置铃放杵，身体向后而倒，俯身的法神于此时也就离身而去。

## 不同寺庙的降神仪轨
在西藏著名的哲蚌寺乃穷殿，其降神仪式则是：众喇嘛在面密咒过程中，被神附身的喇嘛会突然跳出，代表最神通之护法，预示吉凶，卜算世间疑难之事。